# Silicon Labs
Silicon Labs (NASDAQ: SLAB) és una empresa dels EUA del sector electrònica/semiconductors que dissenya microcontroladors, IC d'àudio/vídeo, sondes de temperatura i altres i dispositius de ràdiofreqüència. Silicon Labs és una empresa fabless, només dissenya i subcontracta la fabricació. Fou creada el 1986 i la seva seu és a Austin, Texas als EUA.

## Història
| Any  | Descripció |
| ---- | --- |
| 1996 | Companyia fundada per 3 exalumnes Crystal Semiconductor—Nav Sooch, Dave Welland i Jeff Scott                                                                    |
| 2000 | Silicon labs esdevé una empresa de capital obert |
| 2001 | Debuta en dispositius de control de sincronització amb generadors de rellotge dissenyats per sistemes de comunicació d'alta freqüència                          |
| 2003 | Adquireix Cygnal Integrated Products, empresa innovadora de circuits analògics i CPU de 8 bit                                                                   |
| 2003 | Entra en el mercat de MPU de senyal mixt (analògic i digital), MCUs d'alta velocitat                                                                            |
| 2004 | Primers cristalls amb tecnologia DSPLL |
| 2005 | Adquireix Silicon Magike, especialista en IC d'alta tensió, altes prestacions i senyal mixt (analògic i digital), incloent Power over Ethernet (PoE)            |
| 2005 | Introdueix un IC que és un receptor FM en petit format i altes prestacions, reduint cost en components i espai de circuit imprès                                |
| 2006 | Adquireix Silembia, Rennes, empresa francesa de disseny d'IC |
| 2007 | NXP Semiconductors acquireix el negoci de comunicacions cel·lulars de Silicon Labs, Silicon Labs es focalitza en tecnologia de senyal mixt (analògic i digital) |
| 2008 | Adquireix Integration Associates, empresa de Silicon Valley proveïdor d'IC de senyal mixt, wireless, àudio, i manegament de potència                            |
| 2009 | Introdueix un sol IC sintonitzador de TV |
| 2010 | Adquireix Silicon Clocks, empresa de Califòrnia proveïdora d'ICs de senyals de rellotge                                                                         |
| 2010 | Adquireix ChipSensors, Limerick, empresa d'Irlanda proveïdora de sensors.                                                                                       |
| 2011 | Adquireix SpectraLinear, empresa de Silicon Valley proveïdor d'IC de comunicació                                                                                |
| 2012 | Adquireix Ember Corporation, gran proveïdor de dispositius ZigBee                                                                                               |
| 2013 | Adquireix Energy Micro, empresa d'Oslo proveïdora del EFM32 Gecko, família de MPU de baix consum energètic                                                      |
| 2014 | Compra els productes de Touchstone Semiconductor, Inc. |
| 2015 | Adquireix Bluegiga, empresa finlandesa proveïdora d'IC Bluetooth Low Energy                                                                                     |
| 2015 | Adquireix la companyoa anglesa Telegesis, proveïdor de mòduls Zigbee                                                                                            |
| 2016 | Adquireix la companyia de RTOS, Micrium |
| 2017 | Adquireix l'innovador de Wi-Fi, Zentri |
| 2017 | Adquireix la companyia Sigma Designs |

## Productes
| Família de Productes                              | Descripció |
| ------------------------------------------------- | --- |
| Processadors (MCUs)                               | Microcontroladors incloent MCUs de 8 i 32 bits basats en arquitectura ARM Cortex-M0/M3/M4. També hi inclou transceptors de RF EZRadio.                  |
| Sense fils (Wireless)                             | Silicon Labs ofereix solucions RF. Els products inclouen ICs en la banda ISM, MCUs sense fils, IC ràdio FM, ZigBee i Thread 802.15.4, M-Bus sense fils. |
| Sensors                                           | Sensors òptics, de proximitat, de llum, de temperatura, humitat.                                                                                        |
| Aïllament i Potència                              | IC aïlladors multicanal. |
| Generadors de senyals de rellotge                 | IC generadors de senyal de rellotge |
| Transmissió d' Àudio                              | IC receptors de FM i AM |
| Transmissió de Video                              | Sintonitzadors de vídeo en un sol IC |
| Analògic                                          | Tota mena d'IC d'electrònica analògica |
| Interfície                                        | IC analògics i digitals |
| Modems                                            | ISOmodem |
| Paquests de programari i eines de desenvolupament | Programaris i eines de desenvolupament de tots els seus productes                                                                                       |
| Veu                                               | Aplicacions telefòniques |